# 上海市演出行業協會
上海市演出行业协会是中華人民共和國上海市的一個行业性社会团体法人, 成立于2006年9月。該組織的成員有上海市的300多家各類文艺表演团体、演出经纪机构、演出场所。协会下设剧场、剧团、演出经纪、舞美 音响、书场等5个专业委员会，並負責編輯 《上海演艺》会刊。